# 科学技术振兴机构

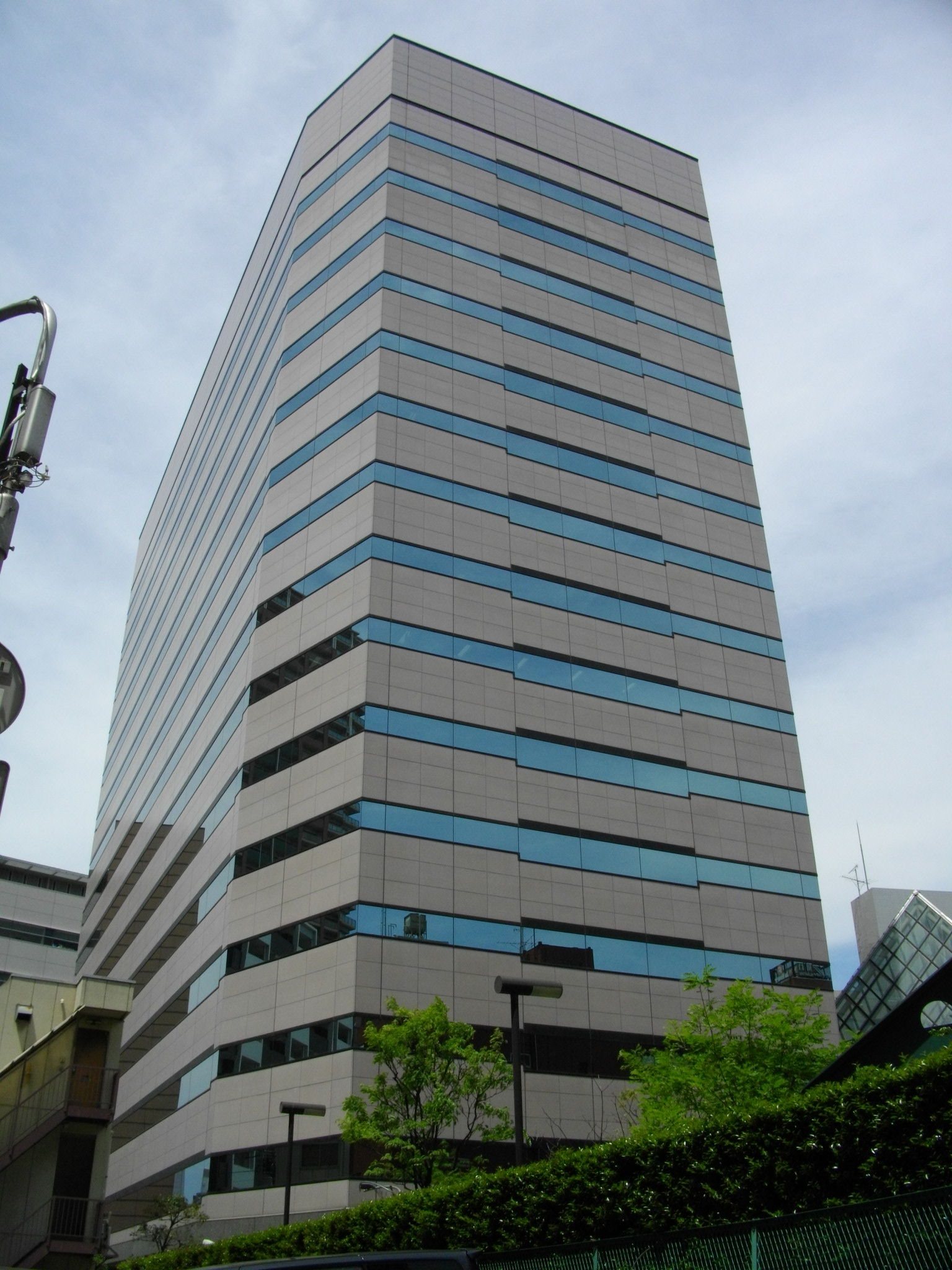
科学技术振兴机构大楼

科学技术振兴机构（日语：科学技術振興機構）是日本文部科学省创建的国立研究开发法人。

## 历史
1957年8月前身日本科学技术情报中心成立，1961年7月前身新技术事业团成立，1996年10月两者合并正式成立。2003年10月改组为独立行政法人，更名为科学技术振兴事业团，2015年4月更改为现在名字。

## 组织结构
- 理事长：滨口道成
- 理事：佐伯浩治、后藤吉正、甲田彰、白木泽佳子
- 监事：石正茂、德永良